# Blackpink (EP)
Blackpink, stilisierte Schreibweise BLΛƆKPIИK, ist das japanische Debütalbum der südkoreanischen Girlgroup Blackpink. Es erschien am 29. August 2017 zum Download und am 30. August 2017 als CD. Blackpink war das erste physische Album der Gruppe.
Blackpink wurde am 28. März 2018 unter dem Namen Re: Blackpink wiederveröffentlicht.

## Hintergrund
Am 17. Mai 2017 wurde bekannt gegeben, das Blackpink sich auf ihr offizielle Debüt in Japan vorbereiten würden. Die Debüt-Veranstaltung fand am 20. Juli 2017 im Nippon Budōkan in Tokio statt. Die Veröffentlichung der EP mit dem Namen Blackpink war für den 9. August geplant, wurde aber später auf den 30. August verschoben.
Blackpink erschien am 29. August weltweit zum Download. Das Album verkaufte sich am ersten Tag 21.583 Mal und stieg auf Platz 1 in die Oricon-Daily-Album-Charts ein. Am 30. August erschien die physische Version in Japan. Insgesamt wurden in der ersten Woche 39.000 Einheiten verkauft, was dem Album auch den Spitzenplatz der Oricon-Album-Charts und Digital-Album-Charts sicherte.
Das Album enthält japanische Versionen aller fünf bisher veröffentlichten koreanischen Singles.
Am 30. Januar 2018 wurde auf der japanischen Website der Gruppe die Wiederveröffentlichung des Albums mit dem Namen Re: Blackpink angekündigt. Re: Blackpink erschien am 28. März 2018.

## Titellisten
| Nr. | Titel                   | Text                                  | Musik                                 | Länge |
| --- | ----------------------- | ------------------------------------- | ------------------------------------- | ----- |
| 1.  | Boombayah               | Teddy, Rebecca Johnson, Sunny Boy     | Teddy, Rebecca Johnson                | 4:01  |
| 2.  | Whistle                 | Teddy, Rebecca Johnson, Sunny Boy     | Teddy, Future Bounce, Rebecca Johnson | 3:31  |
| 3.  | Playing With Fire       | Teddy, Emyli                          | Teddy, R.Tee                          | 3:17  |
| 4.  | Stay                    | Teddy, Emyli                          | Teddy, Seo Won-jin                    | 3:50  |
| 5.  | As If It’s Your Last    | Teddy, BrotherSu, CHOICE37, Sunny Boy | Teddy, Future Bounce, Lydia Paek      | 3:33  |
| 6.  | Whistle (Acoustic Ver.) | Teddy, Rebecca Johnson, Sunny Boy     | Teddy, Future Bounce, Rebecca Johnson | 3:32  |

| Nr. | Titel                             | Text                                  | Musik                                 | Länge |
| --- | --------------------------------- | ------------------------------------- | ------------------------------------- | ----- |
| 1.  | Boombayah                         | Teddy, Rebecca Johnson, Sunny Boy     | Teddy, Rebecca Johnson                | 4:01  |
| 2.  | Whistle                           | Teddy, Rebecca Johnson, Sunny Boy     | Teddy, Future Bounce, Rebecca Johnson | 3:31  |
| 3.  | Playing With Fire                 | Teddy, Emyli                          | Teddy, R.Tee                          | 3:17  |
| 4.  | Stay                              | Teddy, Emyli                          | Teddy, Seo Won-jin                    | 3:50  |
| 5.  | As If It’s Your Last              | Teddy, BrotherSu, CHOICE37, Sunny Boy | Teddy, Future Bounce, Lydia Paek      | 3:33  |
| 6.  | Whistle (Acoustic Ver.)           | Teddy, Rebecca Johnson, Sunny Boy     | Teddy, Future Bounce, Rebecca Johnson | 3:32  |
| 7.  | Boombayah -KR Ver.-               | Teddy, Rebecca Johnson                | Teddy, Rebecca Johnson                | 4:01  |
| 8.  | Whistle -KR Ver.-                 | Teddy, Rebecca Johnson                | Teddy, Future Bounce, Rebecca Johnson | 3:31  |
| 9.  | Playing With Fire -KR Ver.-       | Teddy                                 | Teddy, R.Tee                          | 3:17  |
| 10. | Stay -KR Ver.-                    | Teddy                                 | Teddy, Seo Wonjin                     | 3:50  |
| 11. | As If It’s Your Last -KR Ver.-    | Teddy, Brother Su, CHOICE37           | Teddy, Future Bounce, Lydia Paek      | 3:33  |
| 12. | Whistle (Acoustic Ver.) -KR Ver.- | Teddy, Rebecca Johnson                | Teddy, Future Bounce, Rebecca Johnson | 3:32  |

| Nr. | Titel                              | Länge |
| --- | ---------------------------------- | ----- |
| 1.  | Boombayah -Music Video-            | 4:07  |
| 2.  | Whistle -Music Video-              | 3:52  |
| 3.  | Playing with Fire -Music Video-    | 3:32  |
| 4.  | Stay -Music Video-                 | 4:03  |
| 5.  | As If It’s Your Last -Music Video- | 3:38  |
| 6.  | Making Movie                       | 10:45 |

| Nr. | Titel                                      | Länge |
| --- | ------------------------------------------ | ----- |
| 1.  | Boombayah -Music Video-                    | 4:07  |
| 2.  | Whistle -Music Video-                      | 3:52  |
| 3.  | Playing with Fire -Music Video-            | 3:32  |
| 4.  | Stay -Music Video-                         | 4:03  |
| 5.  | As If It’s Your Last -Music Video-         | 3:38  |
| 6.  | Making Movie                               | 10:45 |
| 7.  | Special Interview + Jacket Shooting Making | 8:50  |
| 8.  | Boombayah (Debut Showcase)                 | 4:11  |
| 9.  | Playing with Fire (Debut Showcase)         | 3:19  |
| 10. | Whistle (Debut Showcase)                   | 3:34  |
| 11. | Stay (Debut Showcase)                      | 3:54  |
| 12. | As If It’s Your Last (Debut Showcase)      | 4:09  |
| 13. | Boombayah -KR Ver.- (Debut Showcase)       | 5:03  |
| 14. | Boombayah (a-nation 2017)                  | 4:09  |
| 15. | As If It’s Your Last (a-nation 2017)       | 3:42  |

## Chartplatzierungen
| ChartsChartplatzierungen | Höchstplatzierung | Wochen |
| ------------------------ | ----------------- | ------ |
| Japan (Oricon)           | 1 (61 Wo.)        | 61     |

| ChartsJahrescharts (2017) | Platzierung |
| ------------------------- | ----------- |
| Japan (Oricon)            | 67          |